# Joyce Quin, Baroness Quin

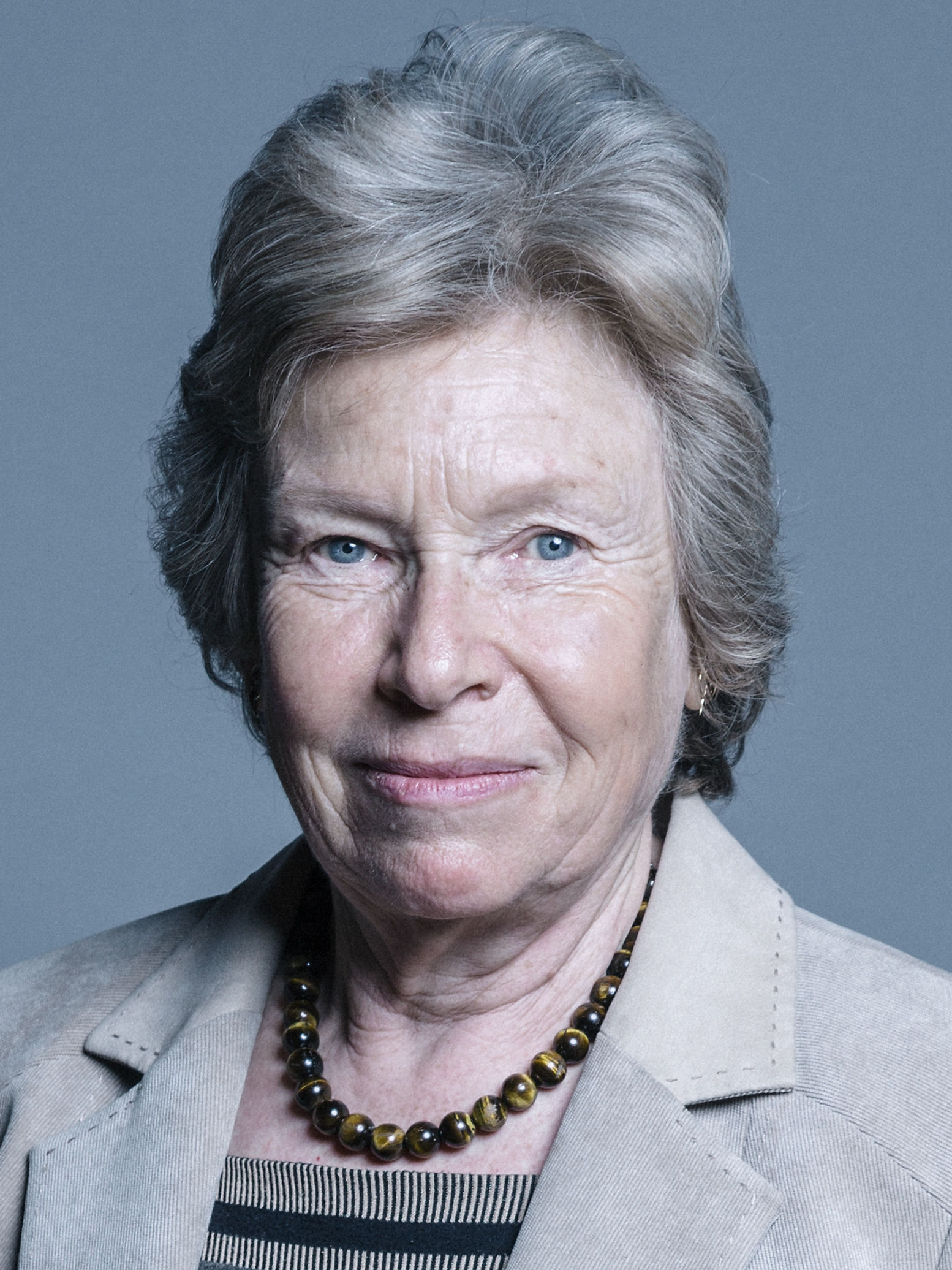
Joyce Quin, Baroness Quin

Joyce Gwendolen Quin, Baroness Quin PC (* 26. November 1944) ist eine britische Politikerin der Labour Party, die sowohl zehn Jahre lang Mitglied des Europäischen Parlaments als auch 18 Jahre lang Abgeordnete des House of Commons war und seit 2006 als Life Peeress Mitglied des House of Lords ist.

## Leben

### Mitglied des Europäischen Parlaments und Unterhausabgeordnete
Joyce Quin, eine Großnichte des langjährigen Labour-Unterhausabgeordneten Joshua Ritson, absolvierte nach dem Besuch der Whitley Bay Grammar School ein Studium an der Newcastle University sowie der London School of Economics and Political Science (LSE) und war im Anschluss Lecturer sowie Tutor für die französische Sprache an der University of Bath sowie der University of Durham. Zwischenzeitlich war sie zwischen 1969 und 1972 als Forschungsmitarbeiterin in der internationalen Abteilung der Parteizentrale der Labour Party tätig.
Sie wurde bei der ersten Europawahl 1979 als Kandidatin der Labour Party im Wahlkreis Tyne & Wear zum Mitglied des Europäischen Parlaments gewählt und gehörte in diesem nach ihrer Wiederwahl bei der Europawahl 1984 auch während der zweiten Legislaturperiode bis 1989 an.
Zugleich wurde sie bei den Unterhauswahlen am 11. Juni 1987 erstmals zur Abgeordneten in das House of Commons gewählt, in dem sie zunächst den Wahlkreis Gateshead East sowie zuletzt seit der Wahl vom 1. Mai 1997 bis zur Unterhauswahl am 5. Mai 2005 den Wahlkreis Gateshead East and Washington West vertrat. Zu Beginn ihrer Parlamentszugehörigkeit war sie von 1987 bis 1989 Mitglied der Unterhausausschüsse für den Schatz (Treasury) sowie den Zivildienst sowie anschließend von 1989 bis 1992 Sprecherin der oppositionellen Labour-Fraktion für Handel und Industrie. Danach bekleidete sie zwischen 1992 und 1997 die Funktion der Oppositionssprecherin für Beschäftigung und war zeitgleich von 1993 bis 1997 auch Sprecherin der Opposition für Europa. In dieser Zeit war sie von 1992 bis 1996 auch Mitglied des Beirates des Royal College of Veterinary Surgeons.

### Staatsministerin und Oberhausmitglied
Nach dem Wahlsieg der Labour Party bei den Unterhauswahlen am 1. Mai 1997 und dem Amtsantritt von Premierminister Tony Blair wurde Joyce Quin, die 1998 zur Privy Councillor ernannt, zunächst Staatsministerin im Innenministerium (Home Office), und war danach zwischen dem 28. Juli 1998 und dem 28. Juli 1999 Staatsministerin für Europa im Ministerium für Auswärtiges und das Commonwealth of Nations (Foreign and Commonwealth Office). Zuletzt war sie von 1999 bis 2001 Staatsministerin im Ministerium für Landwirtschaft, Fischerei und Ernährung. Darüber hinaus war sie von 2002 bis 2005 Mitglied des Ausschusses des Privy Council zur Überwachung des  Anti-terrorism, Crime and Security Act sowie zwischen 2003 und 2005 Mitglied des Gemeinsamen Ausschusses des Parlaments für die Reform des Oberhauses.
Joyce Quin, die 1986 Ehrenmitglied (Honorary Fellow) der University of Sunderland sowie 1993 des St Mary’s College der University of Durham wurde, wurde 2003 Gastprofessorin am Zentrum für urbane und regionale Entwicklungsstudien der Newcastle University sowie Ehren-Lecturer an der University of Durham.
Durch ein Letters Patent vom 30. Mai 2006 wurde Joyce Quin, die 2006 Freeman des Metropolitan Borough of Gateshead wurde, als Life Peeress mit dem Titel Baroness Quin, of Gateshead in the County of Tyne and Wear, in den Adelsstand erhoben. Kurz darauf erfolgte am 13. Juni 2006 ihre Einführung (Introduction) als Mitglied des House of Lords. Im Oberhaus gehört sie zur Fraktion der Labour Party. 2010 wurde Baroness Quin, die seit 2008 Vorsitzende des Französisch-Britischen Rates ist, mit dem Offizierskreuz der französischen Ehrenlegion geehrt. Zwischen 2010 und 2011 war sie Sprecherin der Opposition im Oberhaus für Umwelt, Ernährung und ländliche Angelegenheiten.